# Sarah's Scribbles
Sarah's Scribbles es un webcómic desarrollado por Sarah Andersen desde 2011. El web cómic inicialmente fue publicado en Tumblr, pero luego también se publicó en otros sitios, como Facebook, Instagram y Line Webtoon. Este sigue las experiencias de Sarah como una millennial y se enfoca en temas como la adultez y la madurez. En marzo de 2016, Andersen publicó una colección impresa de su webcómic, titulada: Adulthood is a Myth.

## Resumen
Sarah's Scribbles se enfoca en la adultez y la madurez de los millennials. La misma Sarah calificó a los millennials como personas que les gusta reírse de sí mismas y que a menudo utilizan un humor auto-despectivo. The Independent describió a Sarah's Scribbles como una serie de cómics verosímiles que capturan los dilemas de una millennial de ojos saltones que se siente poco preparada para la vida adulta. El webcómic es semiautobiográfico, relatando experiencias de Sarah así como de sus amigos y mascotas. Por ejemplo, una de las tiras del cómic relata cómo Sarah toma prestado elementos de su novio.
La principal protagonista de Sarah's Scribbles es la despeinada Sarah, quien enfrenta su ansiedad social, problemas de imagen y la pereza. Sarah optó por no publicar fotografías de su cara, sino que se presenta a través de un personaje de pelo y ojos negros. Sarah mencionó en diciembre del 2016, que su webcómic favorito en ese momento era Owl Turd Comics, aunque su principal fuente de inspiración son las experiencias de su propia vida y los pensamientos y sentimientos de las personas en Internet.

## Desarrollo
Sarah comenzó a crear Sarah's Scribbles y a subirlo a Tumblr en 2013. En ese momento ella estaba estudiando en la Universidad de Bellas Artes de Maryland, de la cual se graduó en 2014 para dedicarse completamente a trabajar en su webcómic. Andersen declaró en una entrevista que publicar Sarah's Scribbles como un webcómic le permite observar las reacciones de sus lectores en tiempo real, lo que le permite hacer un mejor trabajo. El webcómic presenta un formato de cinco cuadros que Sarah desarrolló para que apareciera correctamente en la pantalla deslizante de Tumblr y que continúan funcionando correctamente en otros sitios web, como Instagram.
En marzo de 2016, Sarah publicó una colección impresa de los cómics Sarah's Scribbles titulada Adulthood is a Myth (La adultez es un mito). El libro fue publicado por la editorial Andrews McMeel Publishing.

## Recepción
Adulthood is a Myth recibió el premio Goodreads Choise en la categoría "mejor novela gráfica" de 2016, superando el sexto volumen de Saga de Brian K. Vaughan y Fiona Staples.
The Independent ha descrito su primer libro como "hilarante" e "identificable" y su webcómic como capturando la horrible comprensión de que ser adulto es bastante horrible. The Beat dijo de Sarah's Scribbles, "en resumen, a la gente le gusta una risa breve que refleje su vida tal como la viven".